# Viktor Bromer
Viktor Bregner Bromer er en dansk svømmer. Han vandt guld i 200 meter butterfly ved EM i svømning 2014 og har vundet sølv i samme distance ved EM i kortbanesvømning. Han er indehaver af den danske og nordiske rekord i 200 meter butterfly. Han har kvalificeret sig til OL 2016 i 200 meter butterfly.